# Signatico
Signatico è una frazione del comune di  Corniglio, in Provincia di Parma.
La frazione dista 8,46 km dal capoluogo.

## Geografia fisica
Signatico si trova sulla sinistra orografica del torrente Parma, a 816 m s.l.m.
Il terreno sottostante alla frazione è noto sin dall'antichità per la sua  franosità, per via delle vene sotterranee del Rio Costa Venturina e per la conformazione del terreno sottostante, formato da scisti argillosi e blocchi di arenaria, che hanno favorito alla nascita di molte frane nel corso degli anni.

## Storia
La prima menzione ufficiale di Signatico si ha nel 1261, dove negli Statuti di Parma si ordina di sistemare i danni alla casa dei Rossi di Signatico.
Venne menzionato una seconda volta nel 1486, dove nella riunione dei consules di Corniglio si presentò il rappresentante di Signatico, ovvero Zanonus de Corpunatiis. Verrà menzionato poi altre due volte: la prima, nel 1501, dove in una sentenza scritta dal notaio Battista Palmia, narra una sentenza nata per una controversia tra due abitanti della località: Bartolomeo fu Giovanni della Ripa e Gian Pietro de Botterijs. La seconda volta viene nominato nel 1506, dove nella castellanza di Pugnetolo il rappresentante del borgo è Bartolomeus de Chiaravallis.
Gli avvenimenti della storia moderna del borgo si incentrano soprattutto sulle frane, molto ricorrenti nella zona circostante alla località.
Quelle accertate sono avvenute nel 1710, 1836, 1879, 1896, 1906 ed infine nel 1945.
Quella del 1710 trascinò a valle molta terra e rovinò la chiesa, che venne poi ricostruita nella parte nuova del borgo. Quella del 1906, descritta dettagliatamente da Roberto Almagià, distrusse tre o quattro case, ed ostruì il sottostante torrente Parma con un argine di circa 80 mt, facendo inondare le campagne circostanti. Quella del 1945 rovinò definitivamente il borgo vecchio e tutti gli edifici presenti in quella zona, così si decise di ricostruire la chiesa, la scuola e le varie case a lato della zona vecchia. Inoltre questo movimento ostruì di nuovo il Parma, e così il lago artificiale creato, che prese il nome di "Lago di Curatico", divenne per la sua breve durata una meta ambita di pescatori e appassionati.

## Monumenti e luoghi d'interesse

### Chiesa di San Bartolomeo

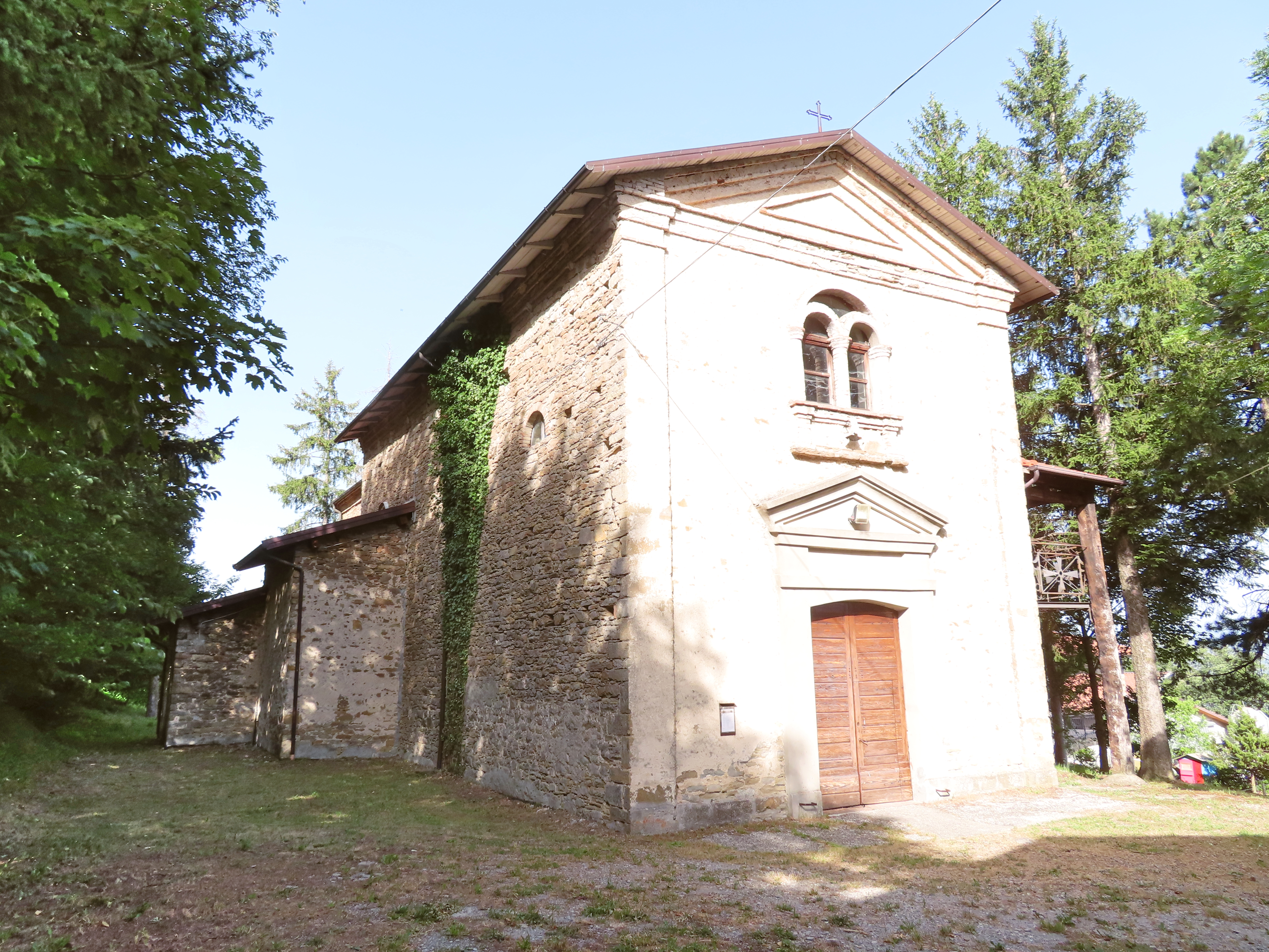
Chiesa di San Bartolomeo

Menzionata per la prima volta nel 1354, l'antica cappella, eretta a sede parrocchiale autonoma entro il 1564, nel 1906 fu profondamente danneggiata da una frana e tra il 1911 e il 1912 fu ricostruita in posizione più sicura, riutilizzando parte dei materiali dell'edificio medievale. La chiesa, caratterizzata dalla facciata neorinascimentale, presenta internamente decorazioni neoclassiche realizzate nel 1940, tra cui lesene in mosaico, affreschi sul catino absidale e arcate e nicchie dipinte.

### Mulino di Signatico
Si trova alla sorgente del Rio di Vestola, isolato dalla frazione di Signatico, è composto da due fabbricati, quello orientale più antico (1860) e quello occidentale più moderno, costruito all'inizio del '900. Originariamente era composto da quattro coppie di macine, e sin dall'inizio è stato di proprietà della famiglia Botti.